# Finnország települései
Ez Finnország településeinek listája, amely 431 települést tartalmaz (2006-os állapot).

## A finnországi városok
A városok területi elhelyezkedés szerinti listáját lásd a Finnország városai szócikknél.

## A települések teljes listája
Finnországban 2006 elején 431 település található, melyekből 114 város (ezek láthatók alább). A települések közül a városok neve félkövér betűkkel szerepel.

## A
- Akaa
- Alajärvi
- Alavieska
- Alavus
- Asikkala
- Askola
- Aura

## B
- Brandö

## E
- Eckerö
- Enonkoski
- Enontekiö
- Espoo
- Eura
- Eurajoki
- Evijärvi

## F
- Finström
- Forssa
- Föglö

## G
- Geta

## H
- Haapajärvi
- Haapavesi
- Hailuoto
- Halsua
- Hamina
- Hammarland
- Hankasalmi
- Hanko
- Harjavalta
- Hartola
- Hattula
- Hausjärvi
- Heinola
- Heinävesi
- Helsinki
- Hirvensalmi
- Hollola
- Honkajoki
- Huittinen
- Humppila
- Hyrynsalmi
- Hyvinkää
- Hämeenkoski
- Hämeenkyrö
- Hämeenlinna

## I
- Ii
- Iisalmi
- Iitti
- Ikaalinen
- Ilmajoki
- Ilomantsi
- Imatra
- Inari
- Ingå
- Isojoki
- Isokyrö
- Ivalo

## J
- Jakobstad
- Jalasjärvi
- Janakkala
- Joensuu
- Jokioinen
- Jomala
- Joroinen
- Joutsa
- Juankoski
- Juuka
- Juupajoki
- Juva
- Jyväskylä
- Jämijärvi
- Jämsä
- Järvenpää

## K
- Kaarina
- Kaavi
- Kajaani
- Kalajoki
- Kangasala
- Kangasniemi
- Kankaanpää
- Kannonkoski
- Kannus
- Karijoki
- Karkkila
- Karstula
- Karvia
- Kaskinen
- Kauhajoki
- Kauhava
- Kauniainen
- Kaustinen
- Keitele
- Kemi
- Kemijärvi
- Keminmaa
- Kempele
- Kerava
- Keuruu
- Kihniö
- Kimitoön
- Kinnula
- Kirkkonummi
- Kitee
- Kittilä
- Kiuruvesi
- Kivijärvi
- Kokemäki
- Kokkola
- Kolari
- Konnevesi
- Kontiolahti
- Korsholm
- Korsnäs
- Koski Tl
- Kotka
- Kouvola
- Kristinestad
- Kronoby
- Kuhmo
- Kuhmoinen
- Kumlinge
- Kuopio
- Kuortane
- Kurikka
- Kustavi
- Kuusamo
- Kyyjärvi
- Kärkölä
- Kärsämäki
- Kökar
- Köyliö

## L
- Lahti
- Laihia
- Laitila
- Lapinjärvi
- Lapinlahti
- Lappajärvi
- Lappeenranta
- Lapua
- Larsmo
- Laukaa
- Lavia
- Lemi
- Lemland
- Lempäälä
- Leppävirta
- Lestijärvi
- Lieksa
- Lieto
- Liminka
- Liperi
- Lohja
- Loimaa
- Loppi
- Loviisa
- Luhanka
- Lumijoki
- Lumparland
- Luumäki
- Luvia

## M
- Maaninka
- Malax
- Mariehamn
- Marttila
- Masku
- Merijärvi
- Merikarvia
- Miehikkälä
- Mikkeli
- Muhos
- Multia
- Muonio
- Muurame
- Mynämäki
- Myrskylä
- Mäntsälä
- Mänttä-Vilppula
- Mäntyharju

## N
- Naantali
- Nakkila
- Nastola
- Nivala
- Nokia
- Nousiainen
- Nurmes
- Nurmijärvi
- Nykarleby
- Närpes

## O
- Orimattila
- Oripää
- Orivesi
- Oulainen
- Oulu
- Outokumpu

## P
- Padasjoki
- Paimio
- Paltamo
- Pargas
- Parikkala
- Parkano
- Pedersöre
- Pelkosenniemi
- Pello
- Perho
- Pertunmaa
- Petäjävesi
- Pieksämäki
- Pielavesi
- Pihtipudas
- Pirkkala
- Polvijärvi
- Pomarkku
- Pori
- Pornainen
- Porvoo
- Posio
- Pudasjärvi
- Pukkila
- Punkaharju
- Punkalaidun
- Puolanka
- Puumala
- Pyhtää
- Pyhäjoki
- Pyhäjärvi
- Pyhäntä
- Pyhäranta
- Pälkäne
- Pöytyä

## R
- Raahe
- Raisio
- Rantasalmi
- Ranua
- Raseborg
- Rauma
- Rautalampi
- Rautavaara
- Rautjärvi
- Reisjärvi
- Riihimäki
- Ristijärvi
- Rovaniemi
- Ruokolahti
- Ruovesi
- Rusko
- Rääkkylä

## S
- Saarijärvi
- Salla
- Salo
- Saltvik
- Sastamala
- Sauvo
- Savitaipale
- Savonlinna
- Savukoski
- Seinäjoki
- Sievi
- Siikainen
- Siikalatva
- Siikajoki
- Siilinjärvi
- Simo
- Sipoo
- Siuntio
- Sodankylä
- Soini
- Somero
- Sonkajärvi
- Sotkamo
- Sottunga
- Sulkava
- Sund
- Suomussalmi
- Suonenjoki
- Sysmä
- Säkylä

## T
- Taipalsaari
- Taivalkoski
- Taivassalo
- Tammela
- Tampere
- Tarvasjoki
- Tervo
- Tervola
- Teuva
- Tohmajärvi
- Toholampi
- Toivakka
- Tornio
- Turku
- Tuusniemi
- Tuusula
- Tyrnävä

## U
- Ulvila
- Urjala
- Utajärvi
- Utsjoki
- Uurainen
- Uusikaupunki

## V
- Vaala
- Vaasa
- Valkeakoski
- Valtimo
- Vantaa
- Varkaus
- Varpaisjärvi
- Vehmaa
- Vesanto
- Vesilahti
- Veteli
- Vieremä
- Vihanti
- Vihti
- Viitasaari
- Vimpeli
- Virolahti
- Virrat
- Vårdö
- Vähäkyrö

## Y
- Ylitornio
- Ylivieska
- Ylöjärvi
- Ypäjä
- Ylistaro

## Ä
- Ähtäri
- Äänekoski

## Külső hivatkozások
- Helyi és regionális önkormányzatok Finnországban